# Barbatula quignardi
Barbatula quignardi е вид лъчеперка от семейство Nemacheilidae.

## Разпространение
Видът е разпространен в Андора, Испания и Франция.